# Tupua Tamasese Tupuola Tufuga Efi
Tupua Tamasese Tupuola Tufuga Efi, född den 1 mars 1938, är en samoansk politiker som var Samoas statsöverhuvud mellan den 20 juni 2007 och 21 juli 2017. Han har tidigare varit bland annat premiärminister 1976-1982.
Tufuga Efi är barnbarn till Olaf Frederick Nelson och härigenom en ättling i Nelsonsläkten.